# Хунд, Барбара
Барбара Хунд (нем. Barbara Hund; 10 октября 1959, Дармштадт) — швейцарская шахматистка, гроссмейстер (1982).

## Биография
Барбара Хунд стала первым международным гроссмейстер ФРГ среди женщин (1982). По профессии Математик. Чемпионка ФРГ среди девушек (1975—1978) и женщин (1978, 1982). В составе команды ФРГ участница 6-и олимпиад (1978—1988), 7-и за Швейцарию (1992—1994, 2000—2008).
Успешно выступила в зональных турнирах ФИДЕ: Тель-Авив (1979) — 2-е место и Бад-Киссинген (1982) — 1—2-е места. Участница межзональных турниров: Рио-де-Жанейро (1979) и Бад-Киссинген (1982) — 4—5-е места.

## Семья
Семья Xунд известна шахматными традициями: её отец Герхард Хунд (р. 1932) — национальный мастер;
мать Юлиана (р. 1928) — международный мастер ИКЧФ среди женщин (1975) и мужчин (1981), победительница чемпионатов ФРГ по переписке (1964—1967, 1979—1982), участница двух заочных олимпиад; сестра Изабель (р. 1962) — чемпионка ФРГ среди девушек (1979, 1980) и женщин (1980), участница 9-й олимпиады (1980).

## Изменения рейтинга
| Графики недоступны из-за технических проблем. См. информацию на Фабрикаторе и на mediawiki.org. |

## Книги
- Mein Weg zum Erfolg, Düsseldorf, 1983.